# تشاك شيفر
تشاك شيفر (بالإنجليزية: Chuck Schafer)‏ هو سياسي أمريكي، ولد في 10 سبتمبر 1963. حزبياً، نشط في الحزب الجمهوري. وقد انتخب عضو جمعية ولاية ويسكونسن.